# Enrique Triverio
Enrique Luis Triverio (Santa Fe, 31 dicembre 1988) è un calciatore argentino, attaccante del The Strongest.

## Caratteristiche tecniche
È un centravanti.

## Carriera

### Club
È cresciuto nelle giovanili dell'Unión (S).